# Hydroeciodes muelleri
Hydroeciodes muelleri är en fjärilsart som beskrevs av Max Wilhelm Karl Draudt 1924. Hydroeciodes muelleri ingår i släktet Hydroeciodes och familjen nattflyn. Inga underarter finns listade i Catalogue of Life.